# استیو بودو
استیو بودو (به انگلیسی: Steve Bodow) نویسنده و تهیه‌کننده تلویزیون اهل آمریکا است. بودو تهیه‌کننده اجرایی و مجری برنامه میهن‌پرستی با حسن منهاج بود که از نتفلیکس پخش شد. از سال ۲۰۱۵ تا اوایل سال ۲۰۱۹ او تهیه‌کننده اجرایی/مجری همراه برنامه روزانه با ترور نوآ بود. بودو همچنین ۱۳ سال تهیه‌کننده اجرایی، سرپرست نویسندگان و نویسنده کارکنان برنامه روزانه با جان استوارت بود. بودو برنده ۱۴ جایزه امی و ۲ جایزه پیبادی است.
بودو همچنین ویرایشگر و نویسنده همراه سه کتاب پرفروش نمایش روزانه، آمریکا: کتاب؛ زمین: کتاب (۲۰۱۰) و کتابخانه توییتر ریاست جمهوری دونالد جی. ترامپ بود. کتابخانه توییتر ترامپ همچنین به یک رویداد پخش کتاب همراه بود، برای کتاب در ایالات متحده تور برگزار شد و برنده جایزه شیرهای کن شد. او علاوه بر این، پس از اینکه تهیه‌کننده اجرایی برنامه ویژه یک ساعته جردن کلپر مشکل اسلحه را حل می‌کند بود، برای مخلفت با جردن کلپر، مشاور تهیه‌کننده بود.
در سال ۲۰۲۱ بودو «شب اقلیمی»، را ایجاد و سازماندهی کرد یک رخداد یک شبه که در آن هفت برنامه مهم آمریکایی که در اواخر شب پخش می‌شدند، زمان خود را به مشکلات اقلیمی مختص کردند و مجموعاً بیش از ۲۰ میلیون بیننده داشتند.
بودو یکی از مؤسس‌ها و مدیر هنری اسبق گروه تئاتر نیویورک، خدمات تعمیر آسانسور است که آن را بیشتر به خاطر نمایش گاتز، که اقتباسی کامل از گتسبی بزرگ است می‌شناسند. نیویورک تایمز گاتز را " قابل توجه‌ترین دستاورد تئاتر نه فقط امسال بلکه در این دهه " نامید. گاتز در سالن تئاتر عمومی در نیویورک، سالن اولد ویک در لندن و در سالن‌های تئاتر بیش از ۲۵ شهر دیگر در سراسر جهان، اجرا شد.
قبل از پیوستن به دیلی شو در سال ۲۰۰۲ میلادی، بودو روزنامه‌نگار مجله ماهانه وایرد، مجله نیویورک، مجله سلان و هفته نامهٔ نیویورک تایمز بود. او در محله رای، نیویورک بزرگ شد و از دبیرستان رای، دانشگاه ییل و برنامه ارتباطات از راه دور دانشگاه نیویورک فارغ‌التحصیل شد. زمانی که بودو در دانشگاه ییل بود، گروه بداهه‌سازی فقط آب اضافه کن را تأسیس کرد.
در ابتدای سال ۲۰۲۳، بودو متوجه شد که ۱۲ سال قبل برنده جایزه گرمی شده‌است.